# 山本俊樹
山本 俊樹（やまもと としき、1991年9月8日 - ）は、日本の重量挙げ選手。ALSOKウエイトリフティング部所属。

## 略歴
兵庫県三木市出身。三木市立緑が丘中学校時代は陸上部で長距離選手。兵庫県立三木東高等学校入学時は柔道部に入部するが、ロサンゼルスオリンピック重量挙げ男子56kg級銅メダリストの小高正宏（兵庫県ウエイトリフティング協会理事長）に勧誘されてウエイトリフティング部で競技を始める。77Kg級スナッチ132kgで高校新記録保持者。日本体育大学体育学部体育学科スポーツ教育専攻に進学。大学では77Kg級ジュニア日本新記録を樹立。2012年、全日本選手権大会優勝。2013年、世界選手権大会出場。2019年9月23日、タイのパタヤで行われた世界選手権大会で男子89キロ級で、スナッチ160kg、ジャーク208kgのトータル368kgで、5位となった。五輪実施階級ではないが、ジャークは1位の好成績だった。ジャークとトータルで自身の持つ日本記録を更新した。
2020年東京オリンピックのウエイトリフティング競技96キロ級ではスナッチ168キロを挙げたが、ジャークは3回失敗して記録なしとなった。

## 主な競技歴
- 2012年 全日本選手権大会 優勝
- 2013年 世界選手権大会 出場
- 2014年 全日本選手権大会 優勝
- 2016年 全日本選手権大会 優勝
- 2016年 アジア選手権大会 出場
- 2017年 全日本選手権大会 連覇
- 2017年 アジア選手権大会 第3位
- 2017年 世界選手権大会 出場
- 2018年 全日本選手権大会 三連覇
- 2018年 世界選手権大会 出場
- 2019年 アジア選手権大会 第3位
- 2019年 世界選手権大会 5位
- 2021年 東京オリンピック 出場

## 記録
- 大会自己記録（85kg級）
  - スナッチ158kg
  - ジャーク206kg（日本記録）
  - トータル361kg（日本記録）
- 大会自己記録（89kg級）
  - スナッチ163kg（日本記録）
  - ジャーク208kg（日本記録）
  - トータル368kg（日本記録）
- 大会自己記録（94kg級）
  - スナッチ165kg（日本記録）
  - ジャーク202kg（日本記録）
  - トータル367kg（日本記録）
- 大会自己記録（96kg級）
  - スナッチ168kg
  - ジャーク205kg
  - トータル370kg